# のんすとっぷ
『のんすとっぷ』（のんすとっぷ）は、わだかづよによる日本の漫画作品。

## 概要
『なかよし』（講談社）において、1988年から1988年まで連載された。

## 書誌情報
わだかづよ 『のんすとっぷ』 講談社〈講談社コミックスなかよし〉、全1巻
- 1巻、1988年7月29日発行[1]、ISBN 4-06-178609-1